# Torre de los Encantados
La Torre de los Encantados es una torre de vigilancia situada en el término municipal de Arenys de Mar, justo al límite con el término de Caldetas. Situada en el Puig Castellar, en un lugar privilegiado, fue construida encima de un poblado ibérico del que se sacaron los bloques de piedra para su construcción. Los orígenes no son del todo claros, algunos estudiosos la sitúan en el siglo XI o XII. Durante el siglo XVI fue reforzada y fortificada con una corceles y una muralla a su alrededor para defenderse de los ataques constantes de los corsarios berberiscos. Durante el siglo XIX fue utilizada como estación de telegrafía óptica.
La Torre de los Encantados recibe el nombre a partir de una leyenda popular de Caldetas entre Fátima, una princesa sarracena, y en Busquets, hijo de Caldes.

## La leyenda
Hace mucho tiempo, una caldetenca llamada Eleonor fue raptada por los sarracenos y debido a su belleza fue entregada al príncipe Zeirí. Este la trató como su mejor tesoro. Eleonor fue estimada por todos los que la conocieron y se ganó los favores de todos. Tal fue así que fue entregada a la corte de la princesa Fátima. La princesa hacía tiempo que sufría de la lepra. Como no hubo manera de curarla, Eleonor le habló de las cualidades de las aguas termales de Caldetes y así fue como viajaron hacia Caldes. Se hospedaron en una torre en las afueras de la población.
Entonces los habitantes de Caldetes empezaron a oír ruidos y ver luces y formas fantasmagóricas que se paseaban por los alrededores de la torre. Estas apariciones no eran fantasmas sino que se trataba de los miembros de la escolta de la princesa sarracena. Cada noche, Fátima bajaba con su séquito a tomar las aguas, vistiendo todos ellos ropas blancas que les habrían dado este aspecto misterioso y fantasmagórico. El tratamiento fue milagroso y la princesa se curó. En agradecimiento a su curación, Eleonor obtuvo la libertad.
Durante la estancia de la princesa Fátima en Caldes, conoció a Busquets, de quien se enamoró y con quien finalmente se casó. Como señal de su amor plantaron un olivo en la Torre de Busquets que aún perdura.
En Caldetas se encuentran dos torres más, la de Can Busquets y la Torre Verde.